# Социальная депривация
Социальная депривация (от лат. deprivatio — потеря, лишение) — снижение или отсутствие у индивида возможности общаться с другими людьми, — жить, функционально и культурно взаимодействуя с социумом. Нарушение контактов личности с обществом может спровоцировать характерное психическое состояние, служащее патогенным фактором развития ряда болезненных явлений, в том числе и некоторых психотических расстройств (например, при длительном заключении в одиночную тюремную камеру). Такие нарушения сопряжены с фактором социальной изоляции, степень жёсткости которой может быть различной, что в свою очередь определяет меру жёсткости депривационной ситуации.
Формы социальной депривации различны не только по степени её жёсткости, но и по тому, кто является её инициатором: кто именно задает депривационный характер отношений личности (группы) с широким социумом — она сама или же общество, целенаправленно создавая для решения определённых задач в той или иной мере закрытое от других человеческих сообществ объединение людей.